# Live: Manchester and Dublin
Live: Manchester and Dublin è il primo album dal vivo del duo di chitarristi messicani Rodrigo y Gabriela, pubblicato nel 2004.

## Tracce
Tutte le tracce sono di Rodrigo Sánchez e Gabriela Quintero tranne dove indicato.
1. Foc – 6:50
2. Hola – 0:53
3. One/Take Five (James Hetfield, Lars Ulrich; Paul Desmond) – 6:48
4. Mr Tang – 3:39
5. Paris – 3:52
6. Libertango (Ástor Piazzolla) – 3:14
7. Capitan Casanova – 4:00
8. One (Hetfield, Ulrich) – 7:58